# Trichostachys petiolata
Trichostachys petiolata är en måreväxtart som beskrevs av William Philip Hiern. Trichostachys petiolata ingår i släktet Trichostachys och familjen måreväxter.
Artens utbredningsområde är Kamerun. Inga underarter finns listade i Catalogue of Life.